# Festa do Rei Sabá
A festa do Rei Sabá, é um evento de caráter religioso e cultural que acontece em São João de Pirabas no nordeste do Pará, reunindo adeptos do catolicismo romano, da pajelança cabocla e dos cultos de matriz afro.
O evento é tradição há mais de 75 anos na cidade todos os dias 19 e 20 de janeiro celebram-se a festividade do Rei Sabá que provem de Rei Sebastião, uma entidade que pertence a categoria dos encantados, seres que não conheceram a experiência da morte e sim, transformaram-se em entes que possuem seu próprio território a encantaria.
A festa do Rei Sabá começa com uma procissão fluvial, dezenas de embarcações lotadas de devotos atravessam o Rio Pirabas que banha a frente da cidade, até a praia da Fortaleza. É mais de 12 km de praias banhadas pelo Oceano Atlântico, a ilha é ponto de culto às divindades da umbanda e sebásticas. Mas os católicos devotos de São Sebastião que rezam ao mártir da igreja católica também frequentam o lugar.

## Origem
Diante do sincretismo religioso, construiu-se a lenda que deu origem ao culto, onde relatos contam que, em um navio negreiro que transportava o rei Sebastião, naufragou quando transitava pela praia de Fortaleza localizada na região costeira de Pirabas, onde atualmente ocorre os rituais a festividade do Rei Sabá.[carece de fontes?]
Entretanto, não conseguiu mais sair de lá, assim, sentou-se de costas para o mar e se petrificou. Essa é uma das histórias contada, para trazer originalidade a festa religiosa em Pirabas.

## O encantado
A entidade tem como umas de suas existências materiais uma pedra escura, a qual tinha, ou tem, dependendo do ângulo e da percepção, o formato de uma pessoa sentada, uma vez que podemos observar manifestações naturais esculpida pela natureza, como algumas pessoas de Pirabas contam. Assim, tornou-se um monumento, com o acréscimo de base de concreto quadrangular, todavia, à primeira vista não lembra mais uma figura antropomorfa.[carece de fontes?]
A Pedra do Rei Sabá é a mais visitada durante os rituais, o evento começou há 80 anos, antes mesmo de Pirabas se tornar um município, e assim, é na pedra escura que umbandistas, pajés e outros sacerdotes da encantaria depositam as oferendas e cumprem suas obrigações com as entidades.